# Morükhosz
Morükhosz (Kr. e. 4. század) görög tragédiaköltő.
Athénban élt, Arisztophanész kortársa volt. A komédiaköltők sápadt, élvhajhászó és nagyétkű embernek mondták, s költészetét nem tartották említésre méltónak. Ránk munkáiból semmi sem maradt.[forrás?]